# لو بوسكا
لو بوسكا هي بلدية تقع في إقليم جرندة، أقطانية الجديدة جنوب غرب فرنسا.